# 憲法裁判所 (ハンガリー)
憲法裁判所（けんぽうさいばんしょ、Alkotmánybíróság）は、エステルゴムに設置されているハンガリーの憲法裁判所。ブダペストのハンガリー最高裁判所と同列に置かれる、ハンガリーで最高位の司法機関である。構成および権限は、1989年に成立した憲法裁判所法（1989年法律第32号）により規定されている。

## 沿革
ソビエト連邦でペレストロイカが進行していた1989年1月、ハンガリーの議会は憲法裁判所の設立に関する決議案を可決した。同年10月、議会は憲法第32条のAを改定し、憲法裁判所に対して憲法上の根拠を与えた。同年10月19日、議会は憲法裁判所の構成と権限を詳細に定めた法律案（1989年法律第32号）を承認し、1990年1月1日より、憲法裁判所は正式に発足することとなった。
ハンガリー基本法の施行に伴い、権限の拡大と縮小が行われた。新たに付与された権限としては、個人による憲法訴訟を審理する権限である。他方、民衆訴訟の制度が廃止され、予算や租税等に関して一定の範囲で違憲審査権が制限されるようになった。

## 構成
憲法裁判所は15名の裁判官によって構成される。裁判官は、匿名の投票によって長官を選任する。長官は1名または2名の副長官を指名し、補佐に当たらせる。憲法裁判所の司法権は独立しており、議会や内閣の介入を受けない。ただし、予算の決定権と裁判官の人事権は議会が掌握する。
憲法裁判所は、法律案の合憲性の事前審査、現行法の合憲性の事後審査、憲法の条文の解釈を独占して行う。基本的人権の侵害に関する民事訴訟・刑事訴訟についても、憲法裁判所が管轄権を有する。また、大統領の弾劾を行うことができる。なお、法律案の合憲性の事前審査および憲法の条文の解釈を要請できる人物は、国会議員や閣僚などに限定されている。憲法裁判所は法律の合憲性を審査する終局的な機関であり、決定に対して上訴することはできない。

## 裁判官
ハンガリーの憲法は、憲法裁判所の裁判官は議会によって選任されることを規定し、選挙の方法について定めている。法律学に極めて高度の造詣を有する者か、20年間の実務経験を有する法曹のみが裁判官として選任され得る。任官のためには、議会に設置された指名委員会の調査を経た上で、議会を構成する議員の2/3の信任を得る必要がある。
裁判官は選任の時点で30歳に達していることを要し、定年は62歳である。任期は12年間であり、1度だけ再任が認められる。裁判官には政治活動に参加しない義務が課される一方で、不逮捕特権が認められる。また、国務大臣と同額の俸給が支払われる。
歴代憲法裁判所長官
- 初代：ショーヨム・ラースロー（1990年8月1日 - 1998年11月24日）
- 第2代：ネーメト・ヤーノシュ（英語版）（1998年11月24日 - 2003年7月31日）
- 第3代：ホッロー・アンドラーシュ（ハンガリー語版）（2003年8月1日 - 2005年11月12日）
- 第4代：ビハリ・ミハーイ（ハンガリー語版）（2005年11月12日 - 2008年7月2日）
- 第5代：パチョライ・ペーテル（ハンガリー語版）（2008年7月3日 - 2015年2月24日）
- 第6代：レンコヴィチ・バルナバーシュ（ハンガリー語版）（2015年2月25日 - 2016年4月21日）
- 第7代：シュヨク・タマーシュ（2016年4月21日 - 2024年3月4日）
- 代行：シャラモン・ラースロー（ハンガリー語版）（2024年3月4日 - 6月11日）
- 第8代：ユハース・イムレ（2024年6月11日 - ）